# Relations entre l'Espagne et la Grèce
Les relations entre l'Espagne et la Grèce désignent les liens, échanges, rencontres, collaborations et confrontations, qu'ils soient d'ordre économique, diplomatique ou culturel, entretenus par l'Espagne et la Grèce.
L'Espagne et la Grèce font partie des pays d'Europe du Sud, au même titre que, notamment, l'Italie et le Portugal. Les relations entre les deux pays se matérialisent dans différents domaines (scientifique, culturel, diplomatique, etc.) et s'inscrivent dans le cadre plus général de l'Union européenne. Ce rapprochement stratégique a donné lieu à la signature de divers accords bilatéraux.

## Histoire des relations
Dans l'Antiquité, certaines villes de la côte méditerranéenne de l'Espagne sont colonisées par les Grecs (Empúries, Roses, Sagonte et Dénia). À l'inverse, au Moyen Âge, le duché d'Athènes et le duché de Néopatrie tombent sous la couronne d'Aragon.
Juan Carlos Ier et Sophie de Grèce, les parents du roi Felipe VI d'Espagne, se sont mariés à Athènes en 1962.

## Relations économiques et commerciales
L'Espagne est très présente en Grèce dans des secteurs tels que l'énergie (principalement l'énergie éolienne renouvelable, mais aussi la prospection de gaz et d'hydrocarbures), les infrastructures de transport et, dans une moindre mesure, les entreprises du secteur hôtelier.
L'Espagne exporte traditionnellement des carburants et des huiles minérales, des véhicules à moteur, des tracteurs, des vêtements (en raison de la présence de grandes entreprises de mode espagnoles en Grèce) et des produits agroalimentaires. Les échanges commerciaux entre l'Espagne et la Grèce ont connu un essor considérable au début du XXIe siècle. La crise économique mondiale de 2008 a inversé cette tendance jusqu'en 2013, année où les échanges sont repartis à la hausse.
La part de marché espagnole sur le marché grec s'élève à 3,67 % en 2019 (en 8e position dans le classement des exportateurs vers la Grèce), tandis que la Grèce atteint la même année une part de 0,28 % du marché espagnol (57e position).

## Relations politiques et diplomatiques

### Visites officielles

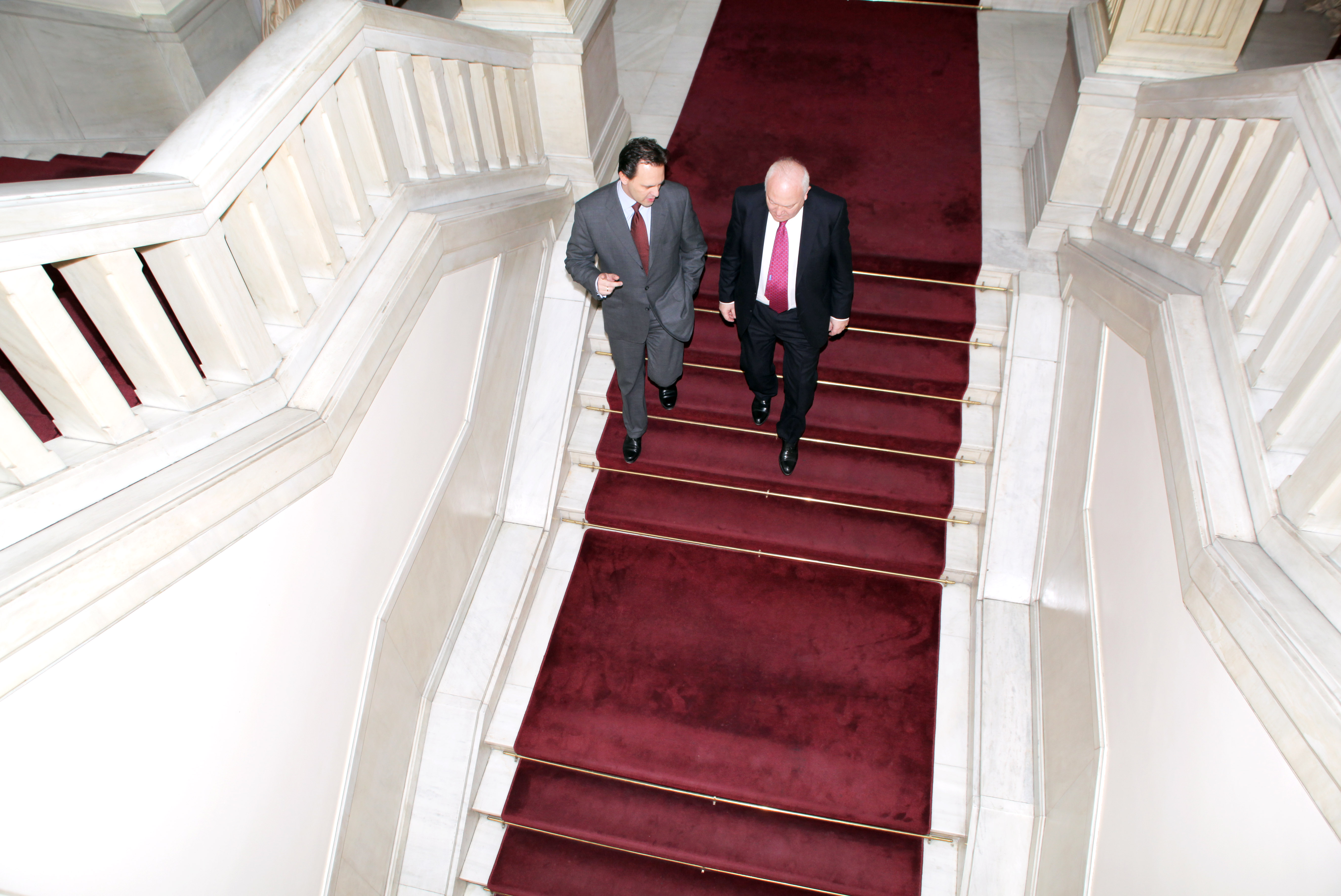
Le ministre grec des Affaires étrangères Dimítris Droútsas et son homologue espagnol Miguel Ángel Moratinos (2011).

En 1984, Konstantínos Karamanlís est le premier chef d'État grec à se rendre en Espagne à l'occasion d'une visite officielle.
- Octobre 1984 : visite du président de la République hellénique Konstantínos Karamanlís en Espagne[3].
- Décembre 1986 : visite du président du gouvernement espagnol Felipe González à Athènes[4].
- Mai 1990 : visite du Premier ministre grec Konstantínos Mitsotákis à Madrid[5].
- Janvier 1999 : visite du Premier ministre grec Konstantínos Simítis en Espagne[5].
- Septembre 2001 : visite du président de la République hellénique Konstantínos Stephanópoulos en Espagne[6].
- Février 2006 : visite du ministre espagnol des Affaires étrangères et de la Coopération Miguel Ángel Moratinos à Athènes.
- Juillet 2008 : visite du président du gouvernement espagnol José Luis Rodríguez Zapatero à Athènes.
- Janvier 2015 : visite du président du gouvernement espagnol Mariano Rajoy à Athènes[7].
- Décembre 2019 : visite du Premier ministre grec Kyriákos Mitsotákis et du ministre grec de l'Environnement Kostís Hadjidákis à Madrid[2].
- Juillet 2020 : visite de la ministre espagnole des Affaires étrangères Arancha González à Athènes[2].

### Ambassades et consulats
La Grèce a une ambassade à Madrid et neuf consulats honoraires (à Barcelone, Bilbao, Huelva, La Corogne, Las Palmas de Gran Canaria, Malaga, Palma, Séville et Valence). L'Espagne a une ambassade à Athènes et un consulat honoraire à Thessalonique.

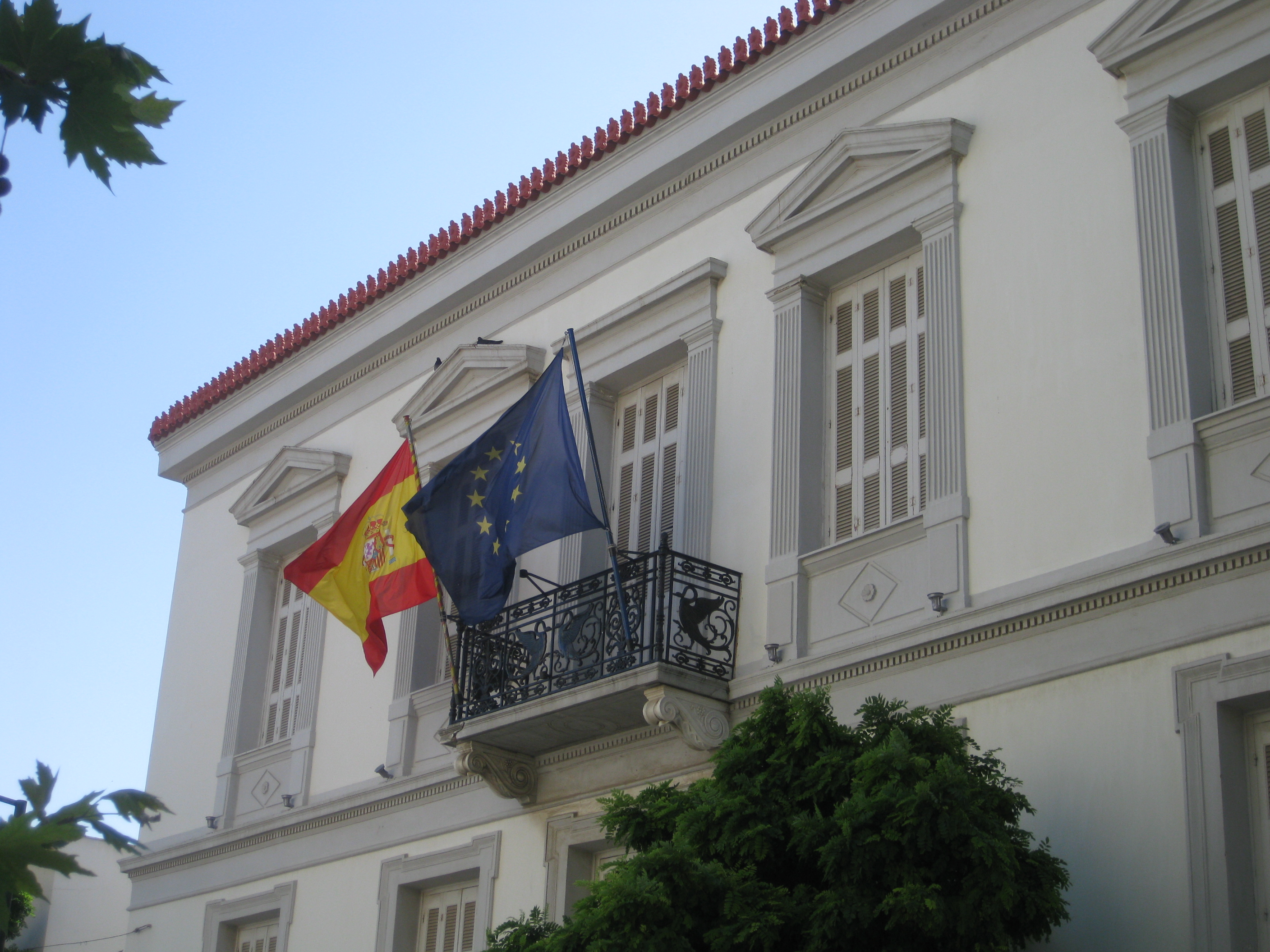
Ambassade d'Espagne à Athènes.
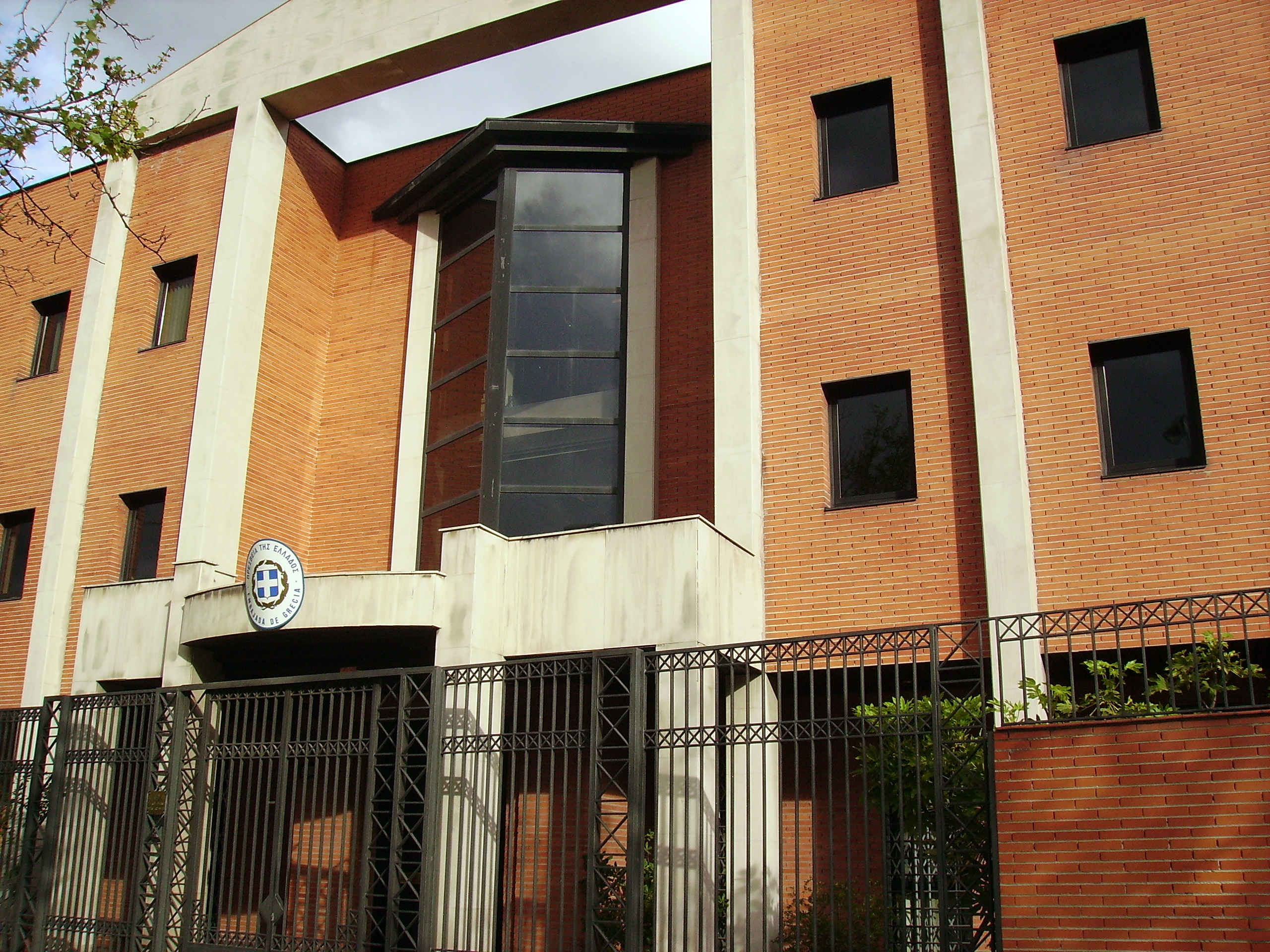
Ambassade de Grèce à Madrid.

### Adhésions à des organisations internationales
Les deux pays sont membres de l'Organisation du traité de l'Atlantique nord (OTAN), de l'Organisation pour la sécurité et la coopération en Europe (OSCE), de l'Organisation de coopération et de développement économiques (OCDE), de l'Union pour la Méditerranée (UPM) et de la zone euro.

### Principaux accords bilatéraux
Les relations entre l'Espagne et la Grèce reposent sur plusieurs accords qui unissent leurs actions dans des domaines jugés stratégiques :
- Accord de coopération scientifique et technologique (1972) ;
- Accord de coopération aérienne (1975) ;
- Accord visant à éviter les doubles impositions en matière d'impôts sur le revenu ou sur la fortune (2000).

## Relations culturelles, scientifiques et universitaires
Il existe de grandes similitudes entre les cultures grecque et espagnole : les deux pays sont les portes d'entrée de l'Europe dans la Méditerranée et partagent, avec le Portugal et l'Italie, la même tradition gréco-latine. Le peintre fondateur de l'École espagnole du XVIe siècle, Domínikos Theotokópoulos (dit Le Greco), était d'origine grecque. Par ailleurs, la communauté séfarade de Grèce, en particulier la communauté juive de Thessalonique, parle traditionnellement le judéo-espagnol.